# Achille Juneau
Pour les articles homonymes, voir Juneau (homonymie).
Achille Juneau est un médecin et un homme politique canadien du Québec. Il fut maire de la ville de Noranda de 1967 à 1978.

## Biographie
Il est né le 14 avril 1931 à Sainte-Anne-de-la-Pérade et décédé le 9 novembre 2008 à Rouyn-Noranda au Québec. Il est le cinquième d'une famille de neuf enfants de parents cultivateurs à Sainte-Anne-de-la Pérade. Son père, Paul, fut maire de l'endroit pendant dix-sept ans et fut aussi un ami et organisateur politique du député Maurice Bellemare dans le comté de Champlain, au Québec.
Il épouse Janine Godin, le 15 juin 1957, à l'église de Sainte-Anne-de-la-Pérade. Ils auront 5 enfants : Marc, Pierre, Yves, Sylvie et Louis.

### Médecin
En 1957, il obtient un doctorat en médecine à l'Université Laval. Par choix, il s’établit à Rouyn-Noranda, en Abitibi-Témiscamingue, pour y pratiquer la médecine générale. Il y a réalisé plus de 4 300 accouchements de 1957 à 1980 et presque tout au long de sa carrière, il a fait des visites à domicile. Il a aussi été médecin à la Maison Pie XII, au Pavillon Youville et au Bel Âge,.

### Carrière politique
En 1967, à la veille des élections municipales, Achille Juneau, critiquant ouvertement l’administration en place, surprend tout le monde en décidant de se présenter à la mairie de Noranda. Il remporte l'élection à la mairie avec 404 voix de majorité et sera réélu en 1974 pour un second terme jusqu'en 1978.
Maire progressiste, il insuffle un dynamisme démocratique au sein du conseil de ville et établit un climat de confiance envers les employés. Le bilan de ses onze années à la mairie est imposant : La francisation de l'administration de la ville de Noranda qui était uniquement anglophone depuis 40 ans, la favorisation de l'engagement de firmes locales, comme par exemple, pour la vérification externe qui était faite à Toronto depuis les débuts de la ville, l'obtention et la réalisation des Jeux du Québec en 1973, la réalisation du parc Mouska, le développement du quartier Noranda-Nord, la construction du viaduc sur la rue Murdoch, la construction du boulevard Saguenay, le développement du parc industriel à Noranda, le développement du centre d'achat Place Rouanda, le rachat par la ville pour 1 $ à Minéraux Noranda de l'aréna Dave-Keon, le terrain de tennis, le club de golf Noranda et la piscine extérieure, sans oublier le développement du Centre hospitalier de Rouyn-Noranda en 1972,,.
Il a toujours été intéressé par la vie politique, sociale et le développement de son milieu. Il a été président du club de golf Noranda en 1983, président de l'Association libérale du comté, président régional de la Fondation du cœur et de la Fondation de la sclérose en plaques, membre du club Richelieu de 1967 à 1984, président du Conseil des médecins et des dentistes de Rouyn-Noranda, président du conseil d’administration de Centre hospitalier de Rouyn-Noranda et du conseil d'administration de la Maison Pie XII, membre de la Chambre de commerce de Rouyn-Noranda et membre du comité du non lors du Référendum sur l'avenir du Québec en 1980,.
Dans le début des années 1980, il a été à la Direction des services professionnels au Centre hospitalier de Rouyn-Noranda. À ce titre, il a vécu une grève des médecins au printemps 1981 et il a été le précurseur pour l'adoption de la Loi pour le recrutement et la rétention des médecins en région éloignée incluant une majoration des tarifs à 135 %.
En 1981, son implication au niveau municipal l'amène à la présidence du comité du oui pour la fusion des villes de Rouyn et de Noranda. Des débats passionnés marquent la population des deux villes autour de ce dossier. Finalement, le conseil municipal de Noranda surprend tout le monde en mettant sur pied un référendum invitant seulement la population de Noranda à se prononcer sur son affiliation avec Rouyn. Le 3 mai 1981, le non l'emporte par 51 voix (1135, non et 1084, oui).
En 1985, le Gouvernement du Québec vote la loi 190 autorisant un référendum dans les deux villes et un décret est publié pour fixer les conditions administratives et financières de la fusion. Pour ce deuxième référendum qui se tiendra en 1986, Achille Juneau fait partie du Comité pour la défense des intérêts de Rouyn-Noranda et il fera  des interventions en faveur de la fusion des villes jusqu'en commission parlementaire à Québec. Le vote aura lieu, le 23 mars 1986 et les citoyens des deux villes votèrent majoritairement en faveur du oui. La loi 190 a été adoptée à l’Assemblée nationale, le 20 juin 1985.
Depuis 2007, la Société Alzheimer Rouyn-Noranda/Témiscamingue organise chaque année la Marche Dr Achille Juneau. Cette activité vise à amasser des dons pour répondre aux besoins de l'organisme,.

## Hommages
- 1977: Médaillé du jubilé d'argent de la reine Elizabeth II[16].
- 1978: Personnalité de novembre à la Chambre de commerce de Rouyn-Noranda.
- 2016: L'ancien hôtel de ville de Noranda devient l’édifice Achille-Juneau[17][réf. à confirmer].